# نوووزنسنکا
نوووزنسنکا (به لاتین: Novovoznesenka) یک منطقهٔ مسکونی در روسیه است که در سرزمین آلتای واقع شده‌است.